# Exército Nacional da Colômbia
O Exército Nacional da Colômbia (em castelhano:  Ejército Nacional de Colombia) é o componente terrestre das Forças Armadas da Colômbia, e o principal responsável pela defesa do território terrestre nacional. Com cerca de 235.000 militares ativos em 2022, é o maior e mais antigo ramo de serviço da Colômbia e o terceiro maior exército da América, depois do Brasil e dos Estados Unidos.
É chefiado pelo Comandante do Exército Nacional (Comandante del Ejército Nacional), está sob a autoridade do Comandante Geral das Forças Militares (Comandante General de las Fuerzas Militares) e é supervisionado pelo Ministério da Defesa Nacional, que responde ao Presidente da Colômbia.
O moderno Exército Colombiano tem suas raízes no Exército dos Plebeus (Ejército de los Comuneros), que foi formado em 7 de agosto de 1819 – antes do estabelecimento da atual Colômbia – para atender às demandas da Guerra Revolucionária contra o Império Espanhol. Após o triunfo contra os espanhóis, o Exército dos Plebeus se desfez e o Congresso de Angostura criou o Exército da Grã-Colômbia para substituí-lo. Ao longo de sua história, o Exército Colombiano participou de diversas guerras e conflitos civis, incluindo a Guerra Grã-Colombo-Peruana, a Guerra Equador-Colômbia, a Guerra dos Mil Dias e a Guerra da Coréia. Desde meados da década de 1960, o Exército Colombiano está envolvido numa guerra assimétrica de baixa intensidade conhecida como Conflito Armado Interno da Colômbia.
Com 235 mil homens em suas fileiras, sua infantaria é a maior do continente sul-americano. Devido a necessidade constante de pessoal para lutar na guerra contra o narcotráfico e as guerrilhas de esquerda (que a nação enfrente há mais de 40 anos), o alistamento no país é obrigatório. A conscrição para os homens é feita aos 18 anos que devem servir por um período não inferior a dezoito meses.
Os Estados Unidos seguem como o maior fornecedor de armamentos para o exército colombiano, através do Plano Colômbia.

## Missão
Segundo o exército colombiano, a sua missão é conduzir operações militares destinadas a defender a soberania, a independência e a integridade territorial do país, proteger a população civil e os recursos (privados e estatais) em solo colombiano, além de contribuir para a geração de um ambiente de paz que garanta a ordem constitucional da nação. Esta missão é guiada por uma visão de que o exército tenha a capacidade de operar em teatros internos ou externos.

## História
O Exército Colombiano Moderno remonta ao Exército dos Plebeus – o exército revolucionário composto por camponeses, llaneros (pastores) e outros milicianos durante os dias da Guerra da Independência da Colômbia.

### Era pré-hispânica
Durante a época pré-hispânica, o exército muísca carregava clavas, dardos, lanças, arcos e flechas e estilingues. Os guerreiros guecha foram autorizados a usar coroas de penas e joias de ouro, ao contrário do homem comum da Confederação Muísca. Os muíscas geralmente lutavam contra outras tribos vizinhas, como na Batalha de Pasca, ou os Muíscas do Sul contra os Muíscas do Norte, como na Batalha de Chocontá. O tamanho do exército variou de cerca de 100 a 60.000.

### Independência

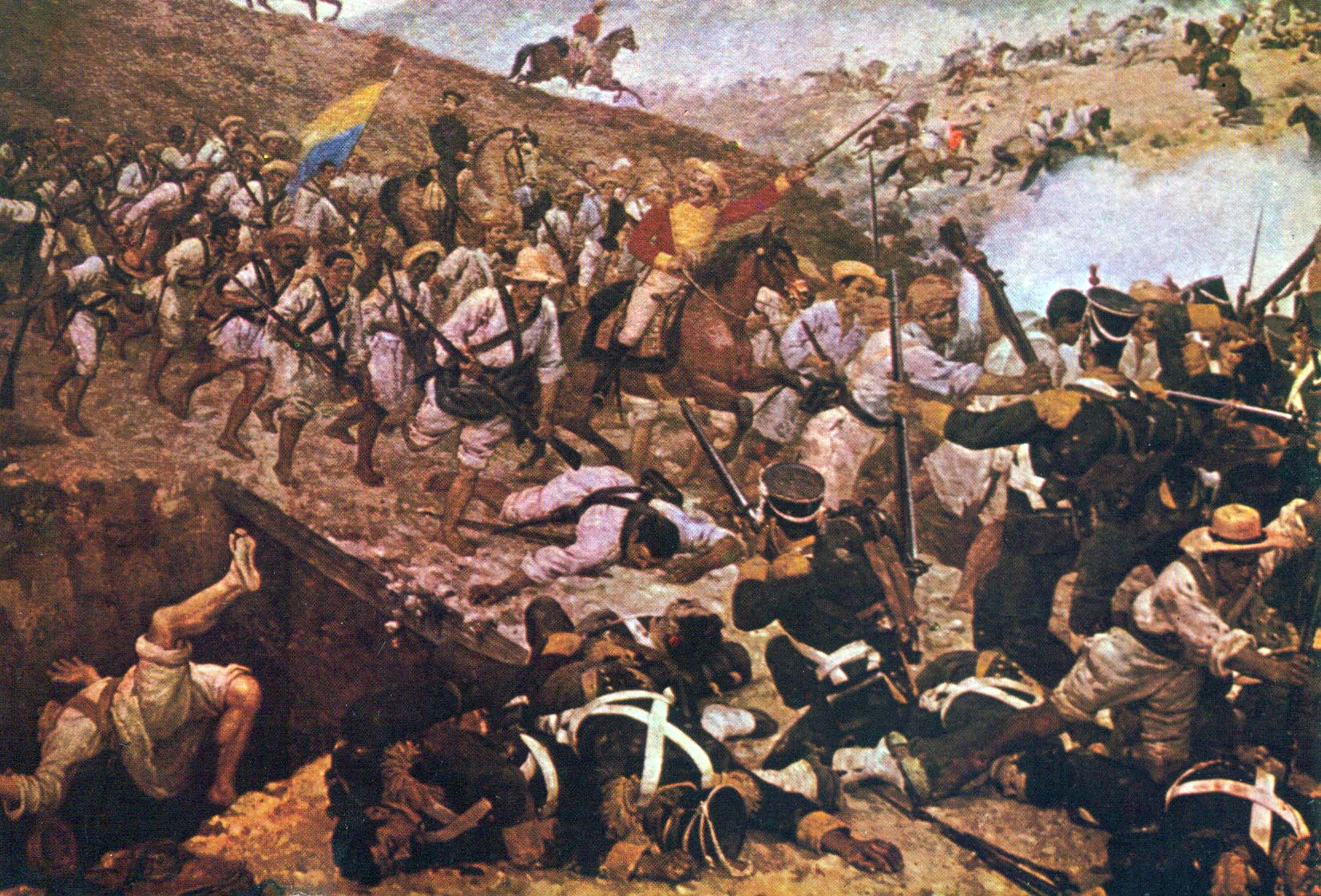
A Batalha de Boyacá, óleo sobre tela de Martin Tovar y Tovar (1890). A Batalha de Boyacá em 1819 foi a batalha decisiva que garantiu a independência da Colômbia da Espanha e o estabelecimento da Grã-Colômbia.

Em 20 de julho de 1810, após um longo período de instabilidade política no seio da Coroa Espanhola devido à Guerra Peninsular, no território da atual Colômbia, muitas cidades e províncias de todo o país criaram as suas próprias juntas autónomas, que derivaram no soberania popular e independência contra o Império Espanhol. Um período de instabilidade e conflito em todo o país conhecido como Pátria Tola eclodiu de 1810 a 1816, entre federalistas e centralistas.
Devido à geografia desafiadora da Colômbia e à falta de comunicação entre muitas províncias e cidades, as juntas declararam-se soberanas umas das outras. Esta fragmentação impediu o estabelecimento adequado de um exército regular, e demoraria nove anos até que um exército verdadeiramente nacional fosse formado. Por outro lado, devido à queda da cidade monarquista de Montevidéu, a Coroa Espanhola mudou seus planos de invadir Buenos Aires e lançou uma campanha militar em 1816, liderada pelo General Pablo Morillo para reafirmar a autoridade do Império Espanhol sobre suas antigas possessões territoriais. As Províncias Unidas de Nova Granada tentaram resistir com um exército sob o comando de Antonio Baraya e Custódio García Rovira, mas foram derrotadas pelas forças espanholas na Batalha de El Tambo e na Batalha de Bajo Palacé, restabelecendo efetivamente o domínio espanhol em Nova Granada.
O período do restabelecimento do governo monarquista em Nova Granada ficou conhecido na Colômbia como "O Terror", ao executar muitos dos líderes do movimento de independência - muitas vezes em praças públicas - que apoiavam a "Guerra até a Morte" de Simón Bolívar. O Exército Grã-Colombiano foi consolidado em 7 de agosto de 1819, com a sua vitória sobre o exército monarquista sob o comando do General José Barreiro na Batalha de Boyacá.

### Século XIX e guerras civis (1819-1903)
Com a independência conquistada após a derrota das forças realistas espanholas na Batalha de Boyacá em 1819, a república da Grã-Colômbia foi estabelecida pela Constituição de Cúcuta em 1821, com capital em Bogotá. Ali foi formado o Exército Grã-Colombiano.

#### Guerra Grã-Colômbia–Peru
Em 1828 eclodiu uma guerra com o Peru e o Exército Grã-Colombiano foi chamado para defender a soberania da nação. A guerra durou até 1829 com uma vitória naval peruana, mas os colombianos venceram em terra com o esmagamento da força invasora peruana na Batalha de Tarqui. A guerra terminou em um impasse.

## Galeria

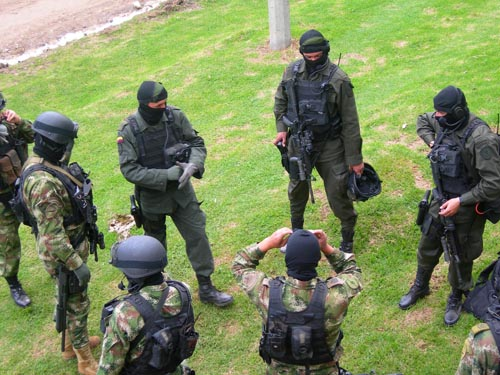
Drill Ronda Uruguay CICTE/OEA.
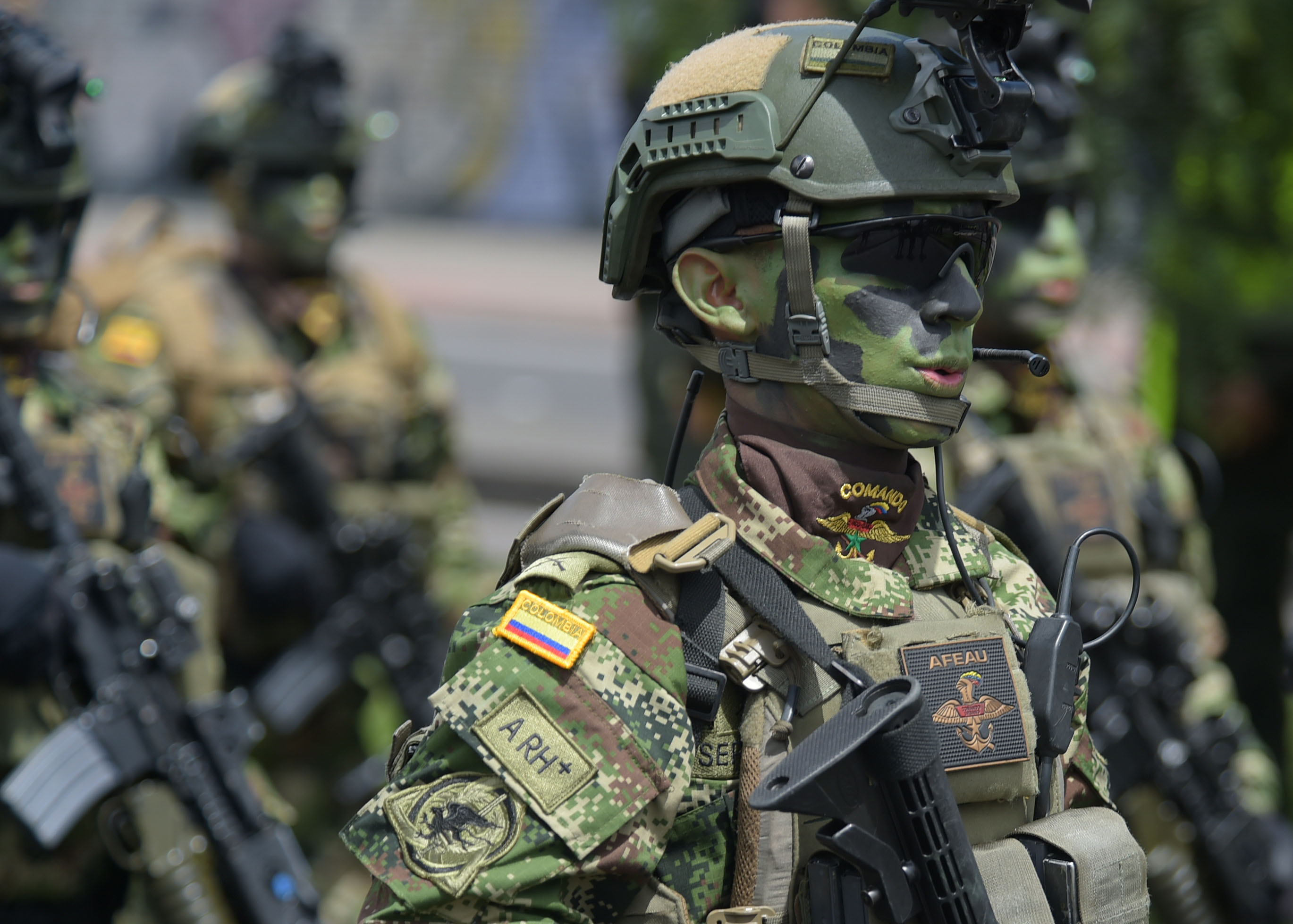
Parche del CCOES sobre el hombro de un comando, a su vez miembro de la Agrupación de Fuerzas Especiales Antiterroristas Urbanas AFEAU
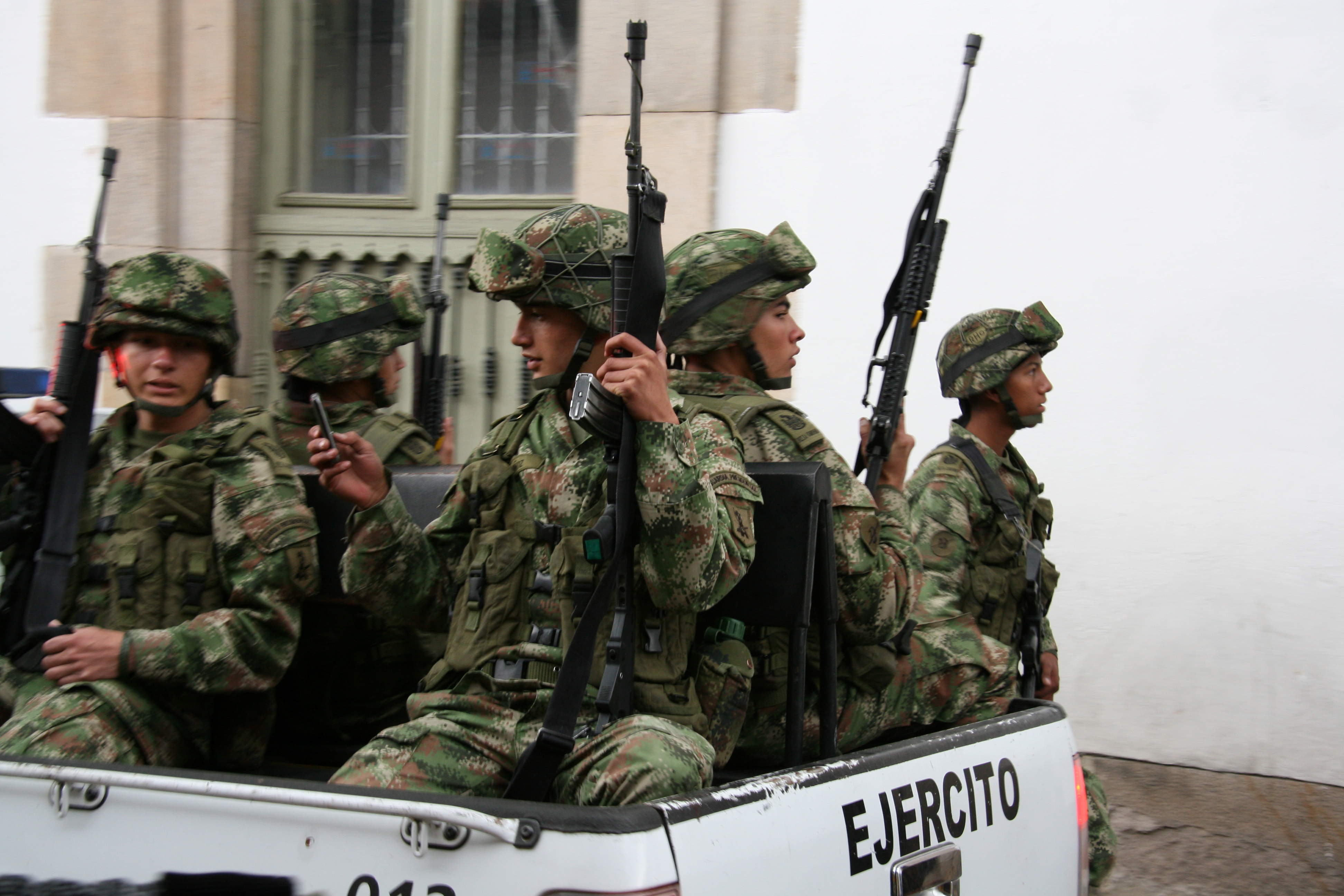
Militares colombianos.
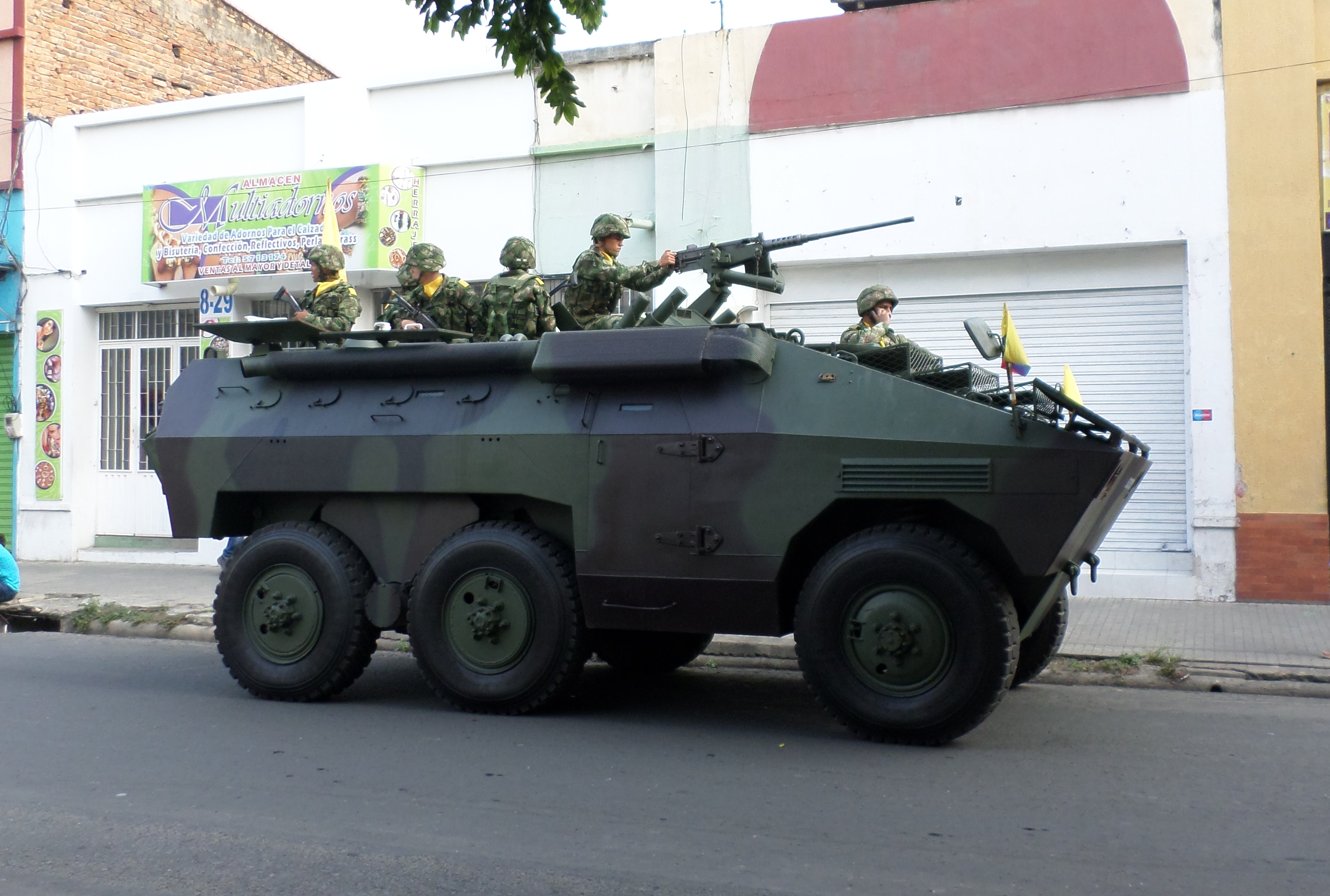
Militares do exército colombiano em um tanque.
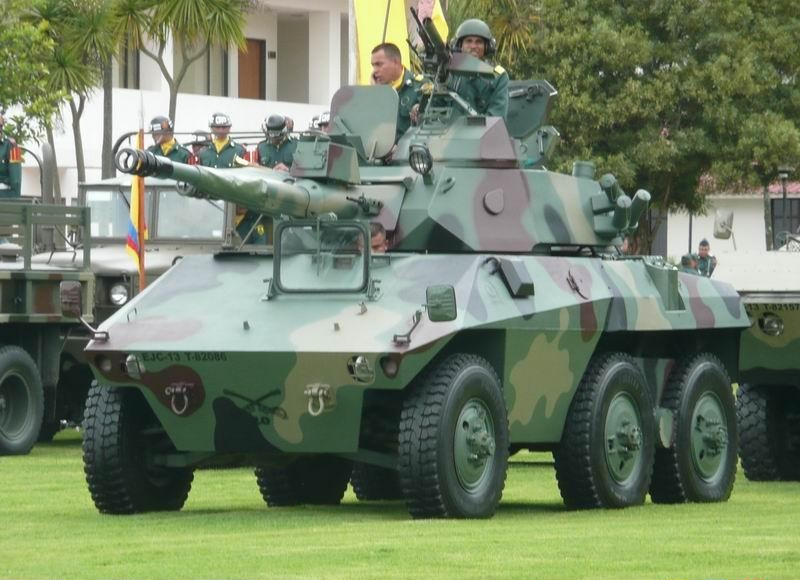
Um tanque EE-9 Cascavel, de fabricação brasileira, usado pelo exército da Colômbia.